# Nachal Atadim
Nachal Atadim (hebrejsky נחל אטדים) je vádí v jižním Izraeli, v centrální části Negevské pouště.
Začíná v nadmořské výšce okolo 400 metrů severovýchodně od vesnice Maš'abej Sade, poblíž dálnice číslo 40. Směřuje pak k severozápadu a západu pouštní krajinou. Zprava přijímá vádí Nachal Šachar. Ze severu míjí vesnici Revivim a Retamim a sleduje v jistém odstupu trasu lokální silnice číslo 222 a pak ústí v písčinách Cholot Chaluca zprava do vádí Nachal Besor.